# Волтерборо (Јужна Каролина)
Волтерборо (енгл. Walterboro) град је у америчкој савезној држави Јужна Каролина.

## Демографија
По попису из 2010. године број становника је 5.398, што је 245 (4,8%) становника више него 2000. године.
| Група             | 2000.         | 2010.         |
| Белци             | 2.554 (49,6%) | 2.383 (44,1%) |
| Афроамериканци    | 2.489 (48,3%) | 2.728 (50,5%) |
| Азијати           | 15 (0,3%)     | 54 (1,0%)     |
| Хиспаноамериканци | 75 (1,5%)     | 155 (2,9%)    |
| Укупно            | 5.153         | 5.398         |